# Fast & Furious: Showdown
Fast & Furious: Showdown è un videogioco simulatore di guida sviluppato da Firebrand Games e pubblicato da Activision per PlayStation 3, Xbox 360, Wii U, Nintendo 3DS e Microsoft Windows. Il gioco è basato sulla serie cinematografica di Fast & Furious, e collega la trama dei film Fast & Furious 5 e Fast & Furious 6.

## Trama
Il giocatore controlla la maggior parte dei personaggi principali della saga, eccetto Dominic Toretto, completamente assente nel gioco.
La storia inizia con un filmato in cui Monica Fuentes trova Riley Hicks rovistando tra i documenti nel suo ufficio. Riley si presenta e afferma che incontrerà Luke Hobbs entro 24 ore, e ha bisogno di sapere tutto quello che Hobbs ha fatto. 
Le missioni del gioco sono eventi raccontati da Monica per spiegare ciò con cui Hobbs ha avuto a che fare nelle sue missioni. Sono presenti anche eventi dai film, come alcune scene riprese da Fast & Furious 5 e anche da Fast & Furious - Solo parti originali.

## Modalità di gioco
Il gameplay di Fast & Furious: Showdown si basa sulla guida in cooperazione e sui "combattimenti" tra automobili. Il gioco è suddiviso in missioni basate tutte sulla guida in circuiti semi-distruttibili. Le missioni possono avere diversi requisiti, e possono essere una semplice corsa come anche una missione di sopravvivenza per un certo numero di giri. In alcune missioni, i personaggi possono prendere il controllo degli altri veicoli, saltando dalla parte superiore del proprio veicolo all'altro. Tutte le automobili hanno barre della salute, e alcune hanno potenziamenti nitro.
Il gioco può essere giocato con un partner IA o in cooperativa locale. Non c'è possibilità di giocare online. Il gameplay varia dalla guida di due automobili diverse da parte del giocatore principale e del suo partner, alla guida dello stesso veicolo con un giocatore che guida e uno che manovra la torretta, a un giocatore che resta sul veicolo e il suo partner che ne dirotta un altro, saltandoci sopra.

## Accoglienza
Fast & Furious: Showdown ha ricevuto recensioni negative dai critici. L'editore di IGN Marty Sliva ha detto che il gioco "sembrava provasse attivamente a persuadermi a smettere di giocare prima di tagliare il traguardo". Alex V di New Game Network è stato meno duro e ha dichiarato: "Fast & Furious: Showdown dovrebbe interessare solo ai giocatori occasionali a cui piacciono i film".